# Râul Bilele
Râul Bilele este un curs de apă, afluent al râului Jiul de Est. 